# 钝角贝
钝角贝（学名：Dentalium obtusum），是象牙贝目象牙贝科象牙贝属的一种。主要分布于中国大陆，常栖息在潮间带。